# Église Notre-Dame de Chemillé
L’église Notre-Dame romane est une des deux églises Notre-Dame situées à Chemillé, (Chemillé-en-Anjou), dans le département de Maine-et-Loire, en France.

## Description
L'ancienne église Notre-Dame date en partie du XIIe siècle : le clocher date du XIIe siècle, il est surmonté d'une flèche XVIe siècle.

## Historique
En 1789, l'église Notre-Dame est le siège d'une des quatre paroisses de la ville. L'application de la Constitution civile du clergé, votée le 12 juillet 1790 entraîne la suppression de la paroisse le 11 juin 1791. Le curé Malterre et son vicaire Blanvillain ont refusé de prêter le serment constitutionnel.
L'édifice est classé au titre des monuments historiques en 1862, classé en 1914 et classé en 1929.
Devenue trop petite, l'église Notre-Dame est abandonnée en 1885. On décide alors de construire une nouvelle église Notre-Dame, place des Perrochères.

## Galerie

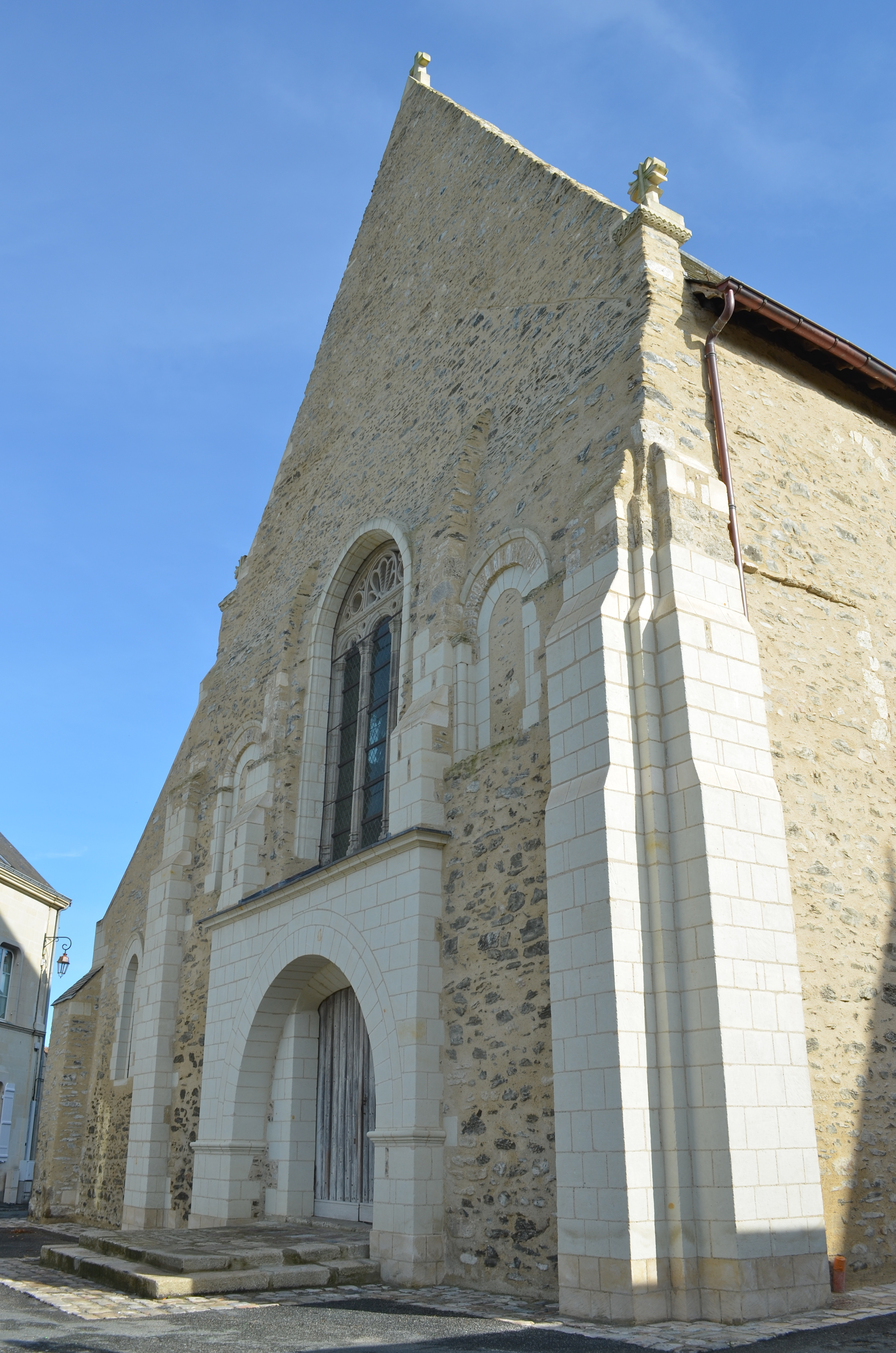
Portail.
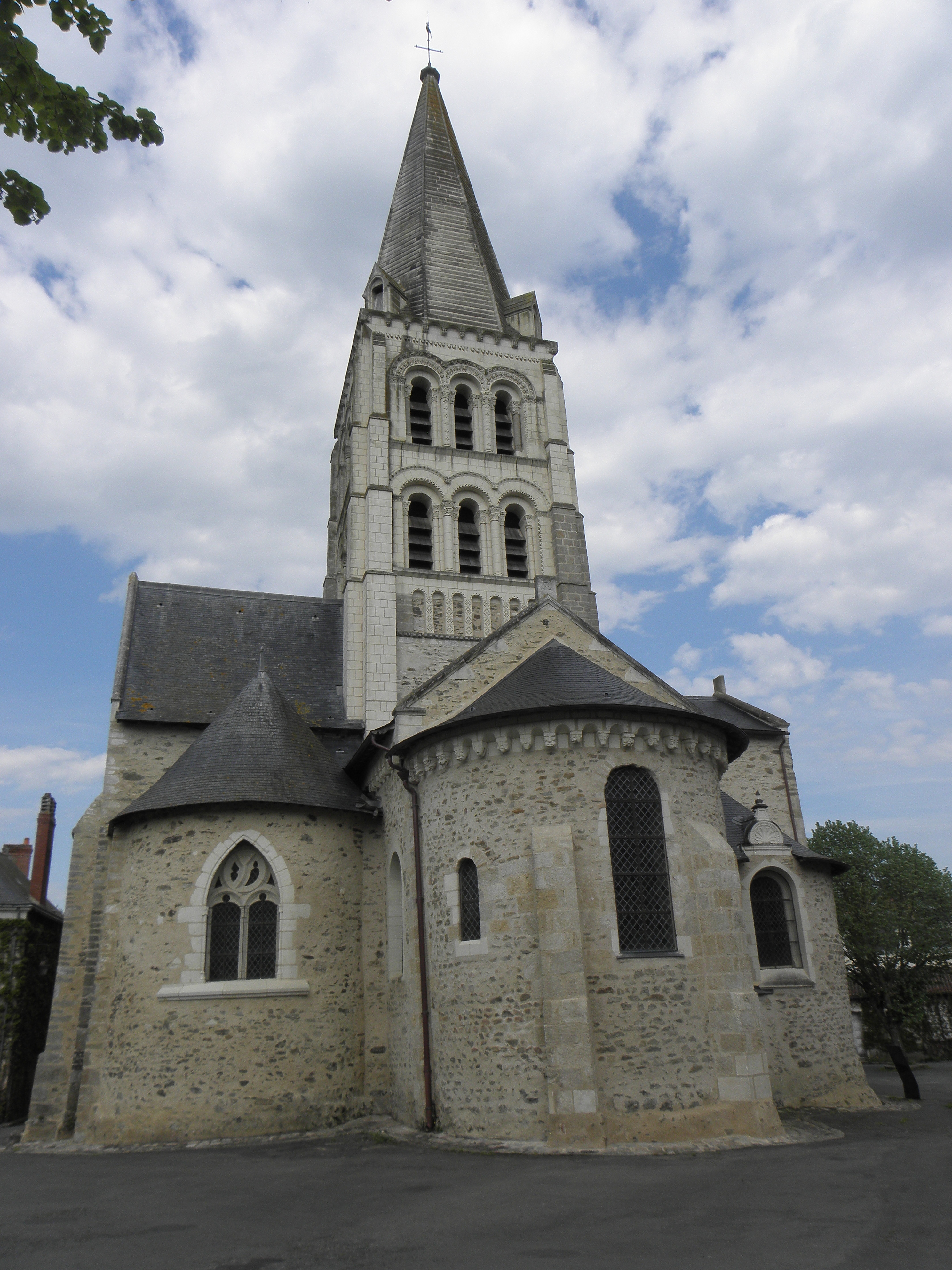
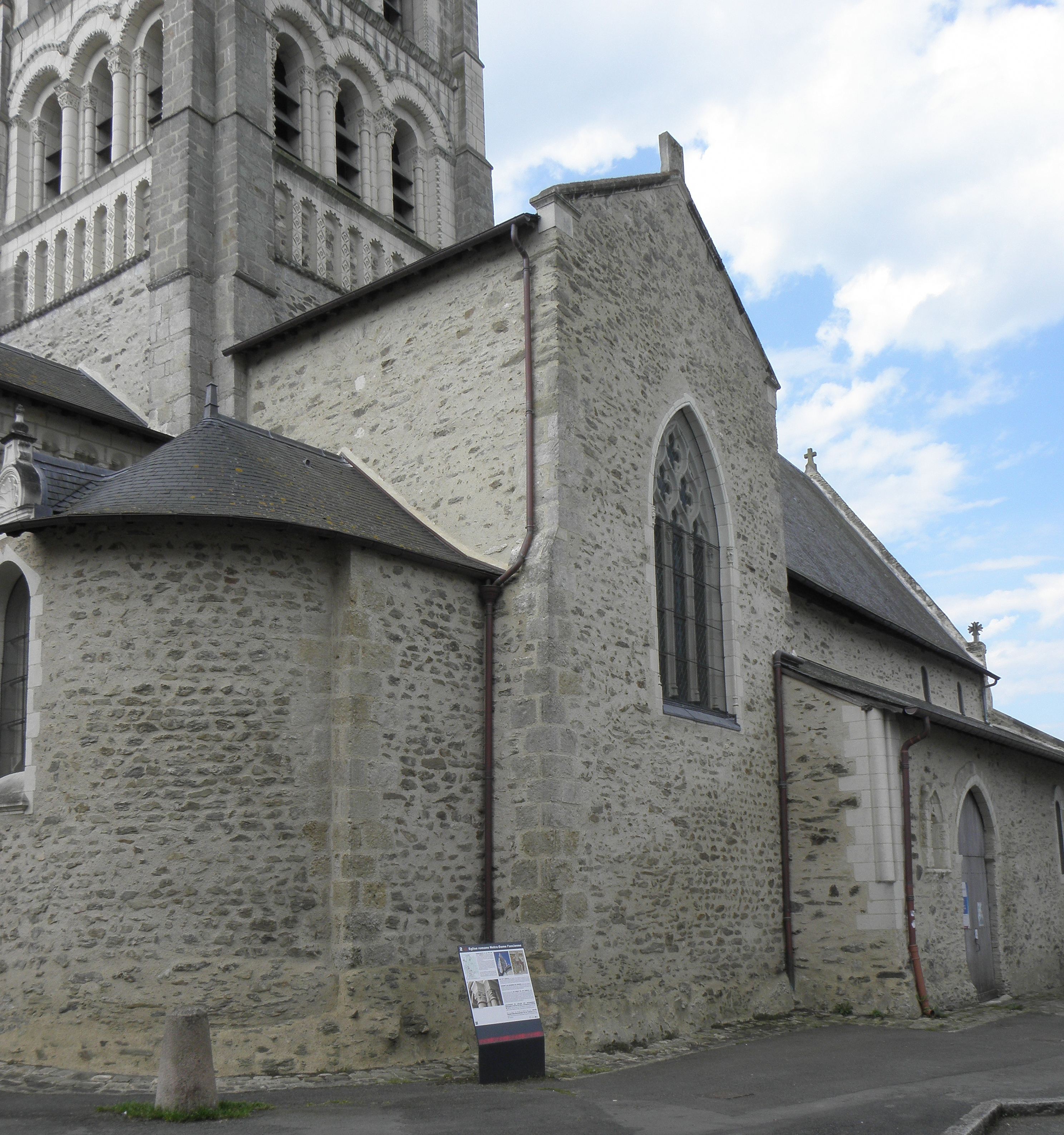